# الأمل (فلم)
الأمل أو L'espoir (بالإنجليزية: Days of Hope أو Man's Hope);(بالفرنسية: Espoir, Sierra de Teruel) هو فيلم حرب إسباني أبيض وأسود من سنة 1945، يتحدث الفيلم عن وقائع الحرب الأهلية الإسبانية وأحداثها وما جرى بين فرانكو والجمهوريين الإسبان وهو من بطولة أندريه مخوتو وإخراج بوريس بسكين وأندريه مالرو، الذي كَتب رواية الأمل التي بُني عليها الفيلم. وقد فاز المُخرج في 1945 بجائزة "Prix Louis Delluc" عن هذا الفِيلم.

## مُلَخص الفيلم
عندما تحطمت الطائرة رقم مُسلسل 'Ñ' من طراز «بوتيث 540» التابعة لـسلاح الجو الجمهوري الإسباني بالقرب من مدينة فالديلينارس ألهمت أندريه مالرو لأن يصنع فيلماً مبنياً على روايته الأمل.
ليس لفيلم أندريه مالرو هذا، خط حدثي واضح. إنه بالأحرى، يتألف من مجموعة من الخيوط والمشاهدات. وكأنه أشبه بيوميات سجلت خلال أيام الحرب الأهلية الإسبانية، وأتت شاهداً على بعض ملامحها. وهكذا تتتابع أمام أعين المشاهدين على مدى نحو ساعة وربع الساعة (هي مدة عرض الفيلم)، مشاهد تدور في إسبانيا العام 1938، مشاهد النضال الذي يخوضه الجمهوريون ضد الفرنكويين (الذين يؤيدون الجنرال فرانكو). مشهد طائرة تحترق وهي تتحطم على المدرج الذي كان ينبغي أن تهبط عليه بسلام، والمقاتلون الحاضرون يركضون نحو حطام الطائرة ليلقوا تحية التكريم على طيارها القتيل، بعد ذلك تطالعنا مشاهد القتال (حرب الشوارع) في طرقات مدينة ترويل وأزقتها. ومن أبرز هذه المشاهد ذلك الذي يتعين فيه على المقاتلين الجمهوريين أن يضعوا خارج المعركة مدفعاً ركز عند مدخل المدينة وراح يصليهم ناراً، حتى تتحرك سيارة انتحارية يقودها مقاتل وتصدم الهدف وتدمره. في المشهد التالي فلاح نراه داخل طائرة قاذفة تابعة للجمهوريين. في البداية يعجز الفلاح، الذي مهمته تحديد موقع مطار معاد، عن التعرف على أرضه الخاصة من أعلى، ثم إذ يتعرف إليها، في لمسة شاعرية، يحدد موقع المطار المقصود فيتوجه الطيارون لقصفه وهم يهبطون بالطائرات حين تغيب الشمس فوق أرض تضيئها مصابيح السيارات. وإذ ينجحون في تنفيذ العملية، يحدث وهم ينطلقون عائدين ان تصطدم إحدى الطائرات بجبل قريب، ويسرع الجمهوريون إلى تنظيم أعمال الإغاثة ويجمعون جثث القتلى ويصطحبون الجرحى هابطين الجبل نحو الوادي حيث سيكونون في أمان. وفي طريقهم يتجمع الفلاحون لإلقاء التحية عليهم جميعاً، في مشهد أخّإذ. غير أن هذه الحماسة لا تمنع بعض المشاركين في القتال من التساؤل عن جدوى ذلك كله.
عندما انتهى أندريه مالرو من تصوير فيلمه هذا، كان الجنرال فرانكو قد انتصر وسحق الجمهوريين داخلاً بكل انتصار إلى برشلونة. وحين أُريد عرض الفيلم في فرنسا، منعته الرقابة، فظل في علبة حتى انتهت الحرب العالمية الثانية وتحقق تحرير فرنسا، فَعرض الفيلم وحقق نجاحاً كبيراً، إذ اعتبر من الكلاسيكيات، لكن بعض الأوساط اليسارية الفرنسيَّة هاجمت تساؤلاته عن جدوى الحرب. مهما يكن فإن أندريه مالرو، من بعده، لم يعد إلى السينما مُخرجاً، ولا عاد إلى الأدب رُوائياً. وهُناك ناقد سويسري كَتَب حين عُرِض الفيلم يقول:
| الأمل (فلم) | أن العالم يبدو وكأنه يُقلد إبداع أندريه مالرو. | الأمل (فلم) |
لا بد من أن نذكر هُنا أن أندريه مالرو حقق الفيلم بناءً على طلب السلطات الجمهورية الإسبانية التي في سبيل تحقيقه قدمت له المتطوعين والأسلحة وكل الإمكانيات السينمائية الفقيرة التي كانت تَملِكها، بما فيها إستوديو باتس في برشلونة (قُصف لاحقاً ودُمّر). وكان المطلوب من الفيلم، طبعاً، تَمجيد الحرب والنضال العادل، لكن أندريه مالرو، تجاوز هذا ليطرح أسئلته الحائرة عن الحرب كَمكان للقتل وعن البطولة وما خلفها وما هدفها وما الفائدة منها.

## الممثلون
- آندريه مُخوتو بدور الكابتن مونوز.
- جوزس سيمبيري بدور القائد بنيا.
- بينا خوليو بدور الفلاح.
- بيدرو كودينا بدور النجار.
- نيكولاس رودريغز بدور الطيار ماركيز.

## الهامش
1. ↑  [ Crashed Spanish Potez 540] "نسخة مؤرشفة". مؤرشف من الأصل في 2020-05-13. اطلع عليه بتاريخ 2020-10-03.{{استشهاد ويب}}:  صيانة الاستشهاد: BOT: original URL status unknown (link) [بحاجة لمراجعة المصدر]

## وصلات خارجية
- مقالات تستعمل روابط فنية بلا صلة مع ويكي بيانات